# 石川県道294号金沢小松自転車道線
石川県道294号金沢小松自転車道線（いしかわけんどう294ごう かなざわこまつじてんしゃどうせん）は、石川県金沢市と小松市を結ぶ自転車道である。加賀海浜自転車道（かがかいひんじてんしゃどう）とも呼ばれている。

## 路線概要
- 起点：金沢市佐奇森町ヲ122番地先
- 終点：小松市安宅町ル1番2地先

起点は、健民海浜公園のそば。全線、海岸防風林帯と砂浜の境界を南西に進み、終点に至る。

## 歴史
- 1982年（昭和57年）5月21日 認定。

## 通過する自治体
- 石川県
  - 金沢市 - 白山市 - 能美市 - 小松市

## 冬期閉鎖区間
- 金沢市佐奇森町（起点） - 小松市安宅新町（終点） 23.6km
  - 概ね11月中旬から翌年4月下旬まで、強風や荒波のため全区間閉鎖される。また、海岸線浸食の影響で道路が崩壊し、冬期以外でも通行止めになることがある。